# Relayer
『Relayer』（リレイヤー）は、角川ゲームスより2022年3月24日に発売されたゲームソフト。対応プラットフォームはPlayStation 5/PlayStation 4。
当初の発売予定日は2022年2月17日としていたが全世界での同時発売を行うことを理由として同年3月24日へと改められた。
2022年5月より本作のIPはDragami Gamesへ移管されている。

## 作品概要
『GOD WARS 〜時をこえて〜』を手掛けた安田善巳が原作および制作指揮を務めるロボットシミュレーションRPG。開発は『GOD WARS』と同じく安田が率いる角川ゲームスの社内スタジオ「GODWARS TEAM」が担当。
全宇宙を滅ぼそうとする地球外生命体「リレイヤー」に対し、宇宙を守るために星の意志を受け継いだ新人類「スターチャイルド」の存在をめぐって、「GTLabo」「地球連合政府軍」の内紛をめぐる攻防が描かれる。

## システム
ストーリー構成
メインストーリーは、43のエピソードと42のバトルステージで構成される。
バトルシミュレータ―は、メインストーリー攻略のためのレベル上げなど必要に応じて演習をすることが出来るステージであり、45の演習ステージで構成される。
アステリズム航海記は、メインストーリークリア後に解放される長編ストーリーモードであり、メインストーリーのエンディングから分岐した物語で、35のエピソードとバトルステージで構成される。
バトル
プレイヤーが運用するロボット兵器「ステラギア」は、近接攻撃を得意とする前衛タイプの「アサルト」、盾による防衛を得意とする前衛タイプの「タンク」、銃による長距離攻撃を得意とする中衛タイプの「スナイプ」、バフ・デバフや回復を得意とする後衛タイプの「スカウト」の4種のタイプで大別される。
後述の武器の内、片手剣とマシンガンは全タイプ装備可能であるが、それ以外は特定のタイプ専用装備となり、アサルトは両手剣、タンクはシールド、スナイプはライフル、スカウトはビットとなる。
敵対勢力が運用するロボット兵器の内、地球連合政府軍が運用する「クェーサー」、リレイヤーが運用する「ダークギア」はステラギアと同じ4種のタイプで大別されるが、特定のシナリオに登場する「大型ダークギア」は全射程対応かつ2回行動を行う。
強化・育成
ステラギアの武器は片手剣・両手剣・マシンガン・ライフル・ビット・シールドの6種類のカテゴリがあり、改造により性能の強化や上位クラスの武器へのカスタマイズが可能。
キャラクターは、ステラギアのタイプに割り振られたジョブを習得して成長する。ジョブには、初級・中級・上級のジョブが存在し、メカタイプにより5種のジョブを選択できる。戦いで入手したジョブポイントを使い、スターキューブを開放し、スキルやアビリティを獲得することで、キャラクターを成長させることが可能。
ヘイト値
味方キャラクターにはヘイト値という数値があり、敵を倒したり、味方の支援や敵の妨害で上がっていき、敵ユニットはヘイト値が高いキャラを優先的に狙う傾向が高くなる。
機体改造
2022年4月28日のアップデートにて追加された要素で、6ヶ所のパラメーターを資金を使って改造し、それによる特殊なカスタムボーナスの追加やフル改造による進化機体「ステラギアFF（ファイナルフォーム）」を入手できる。
機体乗り換え
DLCで一部のキャラクターに配信された特殊機体「ステラギアNEXT」とは、通常のステラギア（ステラギアFF）との間で乗り換えを行う事ができる。

## 登場人物

### 主要人物
テラ
声 - 明坂聡美
よだか
声 - 楠大典
ルナ
声 - 豊田萌絵
ヒミコ
声 - 伊藤美来

### GT Labo
サン
声 - 園崎未恵
マーキュリー
声 - 本多真梨子
ウラヌス
声 - 佐久間紅美
アマノガワ
声 - 吉田仁美
ハレー
声 - 菊地燎
ジュピター
声 - 鈴木裕斗
サターン
声 - 月野もあ
プルート
声 - 真田アサミ
マーズ
声 - 木野日菜
ギリアン艦長
声 - 上田燿司
メディア・カドゥケウス
声 - 山本彩乃
明星（あけぼし）整備部長
声 - 小島英樹
ビーナス
声 - 能登有沙
アイザック防衛局長
声 - 蓮岳大
ニール情報局長
声 - 真野恭輔

### 地球連合政府軍
グレソン・オーダー
声 - 高仲祐之
星野皇司（ほしの おうじ）
声 - 大須賀純
エイト / ネプチューン
声 - 諏訪ななか
ナイル / シリウス
声 - 武石あゆ実
アズール
声 - 月野もあ
ベネラ
声 - 吉住絵里加
技術主任
声 - 細川祥央
ミズノ
声 - 岡木陽夏

### ATLAS社
ATLAS会長
声 - 加藤清司
ミンタカ
声 - 山本彩乃
アルニラム
声 - 小日向茜
アルニタク
声 - 大河元気

### リレイヤー
アフロディーテ
声 - 園崎未恵
ダークナイト
声 - 福間竣兵
ダークウォーカー
声 - 能登有沙
ダークロード
声 - 永木さくら

### その他
Xoth会長
声 - 平流エレン
オブザーバー / プロメテウス
声 - 藤原祐規
オリジナル・ワンパイロット（音声ログ）
声 - 岡本美歌